# Lontzenerbach
Le Lontzenerbach ou ruisseau de Lontzen appelé aussi Hohnbach est un cours d'eau de Belgique, affluent en rive gauche de la Gueule faisant donc partie du bassin versant de la Meuse. Il coule en province de Liège au nord des Cantons de l'Est. 

## Parcours
Le ruisseau prend sa source à l'altitude de 295 m sous la forme d'un petit étang au lieu-dit Philippenhaus situé entre Walhorn et Kettenis. Ensuite, il s'oriente vers le nord, arrose Walhorn, passe sous l'autoroute E40, traverse Astenet puis change une première fois de direction en s'orientant vers le sud-ouest. Le ruisseau rejoint Lontzen qu'il quitte en se dirigeant cette fois globalement vers le nord jusqu'à son confluent avec la Gueule à l'entrée de La Calamine à l'altitude de 180 m.